# Karl Witt (Fußballspieler)
Karl Witt (* 11. November 1923 in Dillenburg) ist ein ehemaliger deutscher Fußballspieler.

## Karriere
Witt begann beim SSV Dillenburg mit dem Fußballspielen, bevor er als Soldat in englische Kriegsgefangenschaft geriet. Während dieser Zeit durfte er beim Erstligaaufsteiger Sheffield United mittrainieren. Wenig später lag ihm ein unterschriftsreifes Profiangebot von West Ham United vor, doch er zog es vor, in seine Heimat zurückzukehren.
Nach Deutschland zurückgekehrt, schloss er sich in der Saison 1947/48 den Stuttgarter Kickers an, für die er sein erstes Oberligaspiel am 18. April 1948 beim 2:0-Sieg im Heimspiel gegen den VfR Mannheim bestritt. In seiner Premierensaison folgten zehn weitere Einsätze und ein Entscheidungsspiel um Platz 3. In den folgenden zwei Spielzeiten absolvierte er 58 Oberligaspiele, in denen er sich auch viermal als Torschütze auszeichnen konnte. Sein letztes Oberligaspiel für die Stuttgarter Kickers bestritt er am 14. Mai 1950 beim 1:0-Sieg im Heimspiel gegen den TSV 1860 München. Da die Mannschaft die Klasse als Tabellenletzter nicht halten konnte, wechselte er innerhalb der Liga zum FC Bayern München.
Mit 22 von 34 Oberligaspielen und drei Toren trug er in seiner ersten Saison zum neunten Tabellenplatz bei. Sein Debüt für die Bayern verlief mit dem 4:1-Sieg im Auswärtsspiel gegen den BC Augsburg am 20. August 1950 (1. Spieltag) erfolgreich; sein erstes Tor erzielte er am 10. September 1950 (4. Spieltag) beim 2:1-Sieg gegen den SV Waldhof Mannheim im Stadion an der Grünwalder Straße mit dem 1:0-Führungstreffer in der 59. Minute.
In der Folgesaison trug er mit 29 Oberligaspielen und vier Toren zum achten Tabellenplatz bei. In seiner letzten Saison, in der er nur zu fünf Einsätzen kam, belegte der FC Bayern München den siebten Tabellenplatz.